# Карим, Арфа
Арфа Карим Рандхава (урду ارفع کریم رندھاوا‎, англ. Arfa Karim Randhawa; 2 февраля 1995, Ram Diwali, Пенджаб — 14 января 2012, Лахор) — пакистанская ученица, которая в 2004 году в возрасте девяти лет стала самым молодым сертифицированным профессионалом Microsoft в мире, и сохранила это звание до 2008 года. Она посетила штаб-квартиру Microsoft в США по приглашению Билла Гейтса.

## Ранние годы
Арфа родилась в семье Амджада Карима и Джатты Рандхавы в пригороде Фейсалабада. Первый её компьютер приобрели по просьбы Арфы, когда ей было пять лет. После возвращения в Пакистан из поездки в штаб-квартиру Microsoft, Арфа давала многочисленные интервью на телевидении и в газеты. 2 августа 2005 года, Арфа Карим была награждена золотой медалью Фатимы Джинны в области науки и техники тогдашним премьер-министром Пакистана Шаукатом Азизом, по случаю 113-летия со дня рождения Фатимы. Арфа Карим также получила президентскую премию Award for Pride of Performance, эту гражданскую награду получают только те лица, которые показали превосходство в своей сфере деятельности в течение длительного периода времени. Она была самым молодым награждённым этой наградой. В знак признания её достижений, Арфа была сделана лицом Пакистанской телекоммуникационной компании в январе 2010 года. Готовилась поступать в Гарвардский университет и стать астрофизиком.

## Участие в международных форумах
Арфа Карим представляла Пакистан на различных международных форумах. Она была приглашена на Pakistan Information Technology Professionals Forum в Дубае. Во время этой поездки Арфа получила ряд различных наград и подарков, включая ноутбук. В ноябре 2006 года приняла участие в Tech-Ed Developers Conference в Барселоне по приглашению Microsoft. Она была единственной гражданкой Пакистана среди более чем 5 000 разработчиков со всего мира.

## Болезнь и смерть
В 2011 году в возрасте 16 лет Арфа Карим училась в Школе грамоты города Лахор. После эпилептического припадка у неё произошла остановка сердца, в результате чего серьёзно пострадал её мозг. 22 декабря 2011 года Арфу доставили в Общевойсковой лахорский госпиталь в критическом состоянии.
9 января 2012 года Билл Гейтс (председатель Microsoft) вступил в контакт с родителями Арфы и сообщил пакистанским врачам, что готов предложить любую помощь для лечения Карим. Гейтс создал специальную международную группу врачей, которые оставались в контакте с местными врачами через телеконференции и получали подробную информацию о состоянии Арфы. Местные врачи отклонили возможность перевезти Арфу в другую больницу из-за того, что она была на искусственной вентиляции лёгких. Родственники и члены семьи Арфы были благодарны Биллу Гейтсу за то, что он взял на себя расходы на лечение.
13 января 2012 года Арфа Карим неожиданно пошла на поправку. Её отец попросил Microsoft перевезти Арфу из Пакистана в США для лечения. Но 14 января 2012 года Арфа Карим скончалась в 9:50 вечера по пакистанскому времени в Общевойсковом лахорском госпитале. 15 января 2012 года она была похоронена с почестями в родном пригороде Фейсалабада. В похоронах принял участие главный министр Пенджаба Шахбаз Шариф.

### Память
15 января 2012 года Шахбаз Шариф заявил, что Лахорский технологический парк будет переименован в Технологический парк им. Арфы Карим. Правительство Пакистана выпустило памятную почтовую марку в честь покойной Арфы Карим.